# Cervonohrîhorivka
Cervonohrîhorivka (în ucraineană Червоногригорівка) este o așezare de tip urban din raionul Nikopol, regiunea Dnipropetrovsk, Ucraina. În afara localității principale, nu cuprinde și alte sate.

## Demografie
Componența lingvistică a așezării de tip urban Cervonohrîhorivka
     Ucraineană (92,88%)
     Rusă (6,53%)
     Alte limbi (0,35%)
Conform recensământului din 2001, majoritatea populației așezării de tip urban Cervonohrîhorivka era vorbitoare de ucraineană (92,88%), existând în minoritate și vorbitori de rusă (6,53%).